# Embelia scandens
Embelia scandens är en viveväxtart som först beskrevs av João de Loureiro, och fick sitt nu gällande namn av Carl Christian Mez. Embelia scandens ingår i släktet Embelia och familjen viveväxter. Inga underarter finns listade i Catalogue of Life.